# Handwörterbuch des deutschen Aberglaubens
Das Handwörterbuch des deutschen Aberglaubens (Siglen: HWdAgl, HDA, HdA) ist ein volkskundliches Nachschlagewerk. Die 10-bändige  Enzyklopädie wurde zwischen 1927 und 1942 von Hanns Bächtold-Stäubli unter Mitwirkung von Eduard Hoffmann-Krayer im Verlag Walter de Gruyter herausgegeben. Neben dem Handwörterbuch des deutschen Märchens, dem Handwörterbuch der Sage und dem Atlas der deutschen Volkskunde gehörte es zu den volkskundlichen Großprojekten, die das junge Fach unter den akademischen Wissenschaften etablieren sollte.
Das HdA gilt heute sowohl inhaltlich als auch hinsichtlich seiner theoretischen und methodischen Grundlagen als wissenschaftlich veraltet. Es ist v. a. noch als Dokument der Fachgeschichte relevant. Europäische Ethnologen („Volkskundler“) kritisieren immer wieder, dass das HdA heute noch von Journalisten und anderen Laien benutzt wird.

## Entstehungsgeschichte
In den 1920er Jahren begann die deutschsprachige Volkskunde sich zu institutionalisieren und als universitäres Fach zu etablieren. Um ihre Forschungsergebnisse sowohl den eigenen als auch den Vertretern der Nachbardisziplinen leichter zugänglich zu machen, wurden mehrere enzyklopädische Projekte gestartet, etwa das Handwörterbuch des deutschen Märchens und das Handwörterbuch des deutschen Volkslieds. Von diesen wurde letztlich nur das HdA abgeschlossen.
Der Plan zu einem Lexikon des deutschen Aberglaubens wurde von Eduard Hoffmann-Krayer und seinem Schüler Hanns Bächtold-Stäubli initiiert. Die beiden Schweizer Volkskundler wollten ursprünglich lediglich Adolf Wuttkes Der deutsche Volksaberglaube der Gegenwart (1860) neu bearbeiten. Wuttkes Werk war mittlerweile sowohl hinsichtlich der seitdem neu gewonnenen Materialmenge als auch in Bezug auf seine naturmythologischen Interpretationen veraltet. Das HdA wurde vom Inhaber des Walter de Gruyter Verlags Gerhard Lüdtke ermöglicht, der sich für das aus unternehmerischer Hinsicht unrentable Projekt eingesetzt hatte. Nachdem in den Anfangsjahren zunächst eine mehrbändige Überblicksdarstellung geplant gewesen war, begann 1925 die Arbeit an einem Werk im Lexikonformat.
Grundlage des HdA bildeten die von Bächtold-Stäubli erstellten ca. 600.000 bis 1,5 Millionen Karteikarten. Diese waren von ihm in ehrenamtlicher Tätigkeit neben seinem Beruf in Handarbeit erstellt worden und enthielten sowohl handschriftliche Notizen als auch aus anderen Werken ausgeschnittene und eingeklebte Zettel. Der Umfang des HdA wuchs während der Arbeit immer weiter an, so dass von 1927 bis 1942 schließlich zehn Bände erschienen. Das HdA verkaufte sich allerdings nur schlecht. Mit Bächtold-Stäublis Gesundheitszustand nahm auch die Produktivität des Projekts ab, und in den späteren Bänden fielen immer mehr Stichwörter aus.

## Rezeption
Die zeitgenössische Rezeption des HdA war weitgehend positiv, es galt als große Arbeitserleichterung für Volkskunde und Nachbardisziplinen. Kritik wurde fast nur am Inhalt bzw. am Fehlen einzelner Artikel geübt. Teilweise wurde das Werk aber auch damals schon als zwar umfangreiche, aber unreflektierte Materialsammlung kritisiert.
Die HdA-Einträge zu „Freimaurer“, „Jude“ und „Ritualmord“ waren vom Volkskundler Will-Erich Peuckert verfasst worden. Peuckert widersprach in ihnen den von den Nationalsozialisten verbreiteten Verschwörungstheorien. Aus diesem und weiteren Gründen wurde ihm am 13. Mai 1935 vom Reichsministerium für Wissenschaft, Erziehung und Volksbildung die universitäre Lehrerlaubnis entzogen.
Heute gilt das HdA als wissenschaftlich fundamental veraltet. Christoph Daxelmüller fasste die Kritik in seinem Vorwort zur Neuauflage von 1987 in drei Problemen zusammen: Erstens folgt es noch einem phänomenologischen Ansatz, der die dargestellten Phänomene aus ihrem historischen und sozialen Kontext reißt. Das HdA bietet also oberflächliche Vergleiche von unzulässig objektivierten Konzepten wie „Hostienzauber“ und „Blutaberglaube“. Als Träger dieser Phänomene nimmt das HdA nicht konkrete Menschen wahr, sondern ein diffuses „Volk“. Zweitens kann das HdA seinen Anspruch nicht einlösen, einen neutralen Aberglaubens-Begriff zu verwenden. Die Herausgeber hatten „Aberglaube“ dem Begriff „Volksglaube“ vorgezogen, da sie auch gelehrte Vorstellungen mit aufnehmen wollten. Bei Aberglaube handele es sich allerdings um eine Kategorie, mit der eine kleine Minderheit elitärer Theologen und Wissenschaftler all das pejorativ ausgrenzt, was sie subjektiv für falsch halten. Es ist also nicht möglich, Überzeugungen und Praktiken objektiv einer Kategorie „Aberglauben“ zuzuordnen. Zudem folgt das HdA der veralteten romantischen Theorie, der zufolge der Aberglaube der Landbevölkerung auf Relikte des vorchristlichen Heidentums zurückgehen solle. Und drittens habe das HdA in der Öffentlichkeit zu einer verzerrten Darstellung der Volkskunde geführt. Die Disziplin gelte heute oft als eine Wissenschaft vom Magischen, Irrationalen und Okkulten, deren Aufgabe es sei, die moderne Gegenwart mit der archaischen Vergangenheit zu verbinden. Gerade in der journalistischen Darstellung von Volkskunde und Volksreligiosität habe das HdA hier „sehr viel geistiges Unheil angerichtet“.
Daxelmüller zufolge kann das HdA heute nur noch benutzt werden, wenn man sich mit dem wissenschaftshistorischen Kontext seiner Entstehungszeit hervorragend auskennt. Der Volkskundler Willi Höfig schließt sich diesem Urteil 2009 an und meint, dass „die Nutzung des HDA mit praktisch unzumutbaren Voraussetzungen belastet“ sei, einem „Anspruch, dem heute kaum jemand wird genügen können.“ Während das HdA eigentlich für ein volkskundliches Fachpublikum verfasst wurde, fand es auch das Interesse einer bürgerlichen Öffentlichkeit. Parallel zur Abnahme seiner wissenschaftlichen Akzeptanz gewann es zunehmende Popularität unter Laien. So wurde die 2006 erschienene CD-ROM-Version als „Lesebuch des Aberglaubes“ beworben. Die Volkskundlerin Michaela Fenske fasst zusammen: „Die weitgehend entkontextualisierte positivistische Sammlung von Praktiken und Vorstellungen aus der Glaubenswelt der Agrargesellschaft, von der Disziplin in großen Strecken als ‚veraltet‘ kritisiert, bescherte und beschert bürgerlichen Lesern und Leserinnen einen exotischen Lesegenuss.“
Der Volkskundler Dieter Harmening urteilte 2009 über das HdA: „Es ist ein Gemisch, dessen spekulativer Kraft sich der Laie nur schwer, wenn überhaupt, zu entziehen vermag, und auch der Fachmann nicht, der etwas ferner vom Thema siedelt.“ Er warnt insbesondere Journalisten davor, es zu verwenden. Den Ansatz der modernen Aberglaubensforschung formuliert Harmening in seinem eigenen Wörterbuch des Aberglaubens so:

„Erst historische Superstitionsforschung vermag den universalistischen Begriffsapparat zu falsifizieren, indem sie Fragen zu beantworten sucht nach Herkunft und Prozessen der Überlieferung: Welche Materialien werden auf welchen Wegen, woher und wohin weitergereicht; von wem und wie werden sie aufgenommen und wie verändern sie ihre Form, ihre Bedeutung und ihren Gebrauch? Sieht man allein auf die Autoren und Werke, von denen die Überlieferung getragen ist, so lassen sich zahlreiche Gedanken und Formen als von bestimmten, kulturhistorisch beschreibbaren Umfeldern her geprägt erkennen, werden hinter ihnen jeweils zeitgenössische wissenschaftliche Lehren und von diesen begründete Praktiken sichtbar.“

Allerdings gibt es in jüngerer Zeit auch wieder positivere Bewertungen des HdA. Nach Roland Linde sei es „ein immer noch unentbehrliches Nachschlagewerk.“ Und Eva Kreissl zufolge solle das HdA „mit gleicher Vorsicht“ gelesen werden wie die Online-Enzyklopädie Wikipedia.

## Bibliografische Angaben
- Hanns Bächtold-Stäubli, Eduard Hoffmann-Krayer (Hrsg.): Handwörterbuch des deutschen Aberglaubens. 10 Bände. Walter de Gruyter, Berlin/Leipzig 1927–1942; Neudruck 1987.
  - Band 1: Aal – Butzenmann. Walter de Gruyter, Berlin/Leipzig 1927.
  - Band 2: C – Frautragen. Walter de Gruyter, Berlin/Leipzig 1929/1930.
  - Band 3: Freen – Hexenschuss. Walter de Gruyter, Berlin/Leipzig 1930/1931.
  - Band 4: Hieb- und stichfest – Knistern. Walter de Gruyter, Berlin/Leipzig 1931/1932.
  - Band 5: Knoblauch – Matthias. Walter de Gruyter, Berlin/Leipzig 1932/1933.
  - Band 6: Mauer – Pflugbrot. Walter de Gruyter, Berlin/Leipzig 1934/1935.
  - Band 7: Pflügen – Signatur. Walter de Gruyter, Berlin/Leipzig 1935/1936.
  - Band 8: Silber – Vulkan. Walter de Gruyter, Berlin/Leipzig 1936/1937.
  - Band 9: Waage – Zypresse. Nachträge. Walter de Gruyter, Berlin/Leipzig 1938–1941.
  - Band 10: Register. Walter de Gruyter, Berlin/Leipzig 1942.